# Strategy of Terror
Strategy of Terror è un film del 1969 diretto da Jack Smight.
È un film giallo statunitense con Hugh O'Brian, Barbara Rush e Neil Hamilton. Fu inizialmente trasmesso con il titolo In Darkness Waiting in televisione come episodio in due parti della serie antologica Kraft Suspense Theatre nel 1964. Fu poi distribuito al cinema nel 1969 dalla Universal Pictures.

## Produzione
Il film, diretto da Jack Smight su una sceneggiatura di Robert L. Joseph, fu prodotto da Arthur H. Nadel per la Roncom Films e girato negli Universal Studios a Universal City in California.

## Distribuzione
Il film fu distribuito negli Stati Uniti dal 1º gennaio 1969 al cinema dalla Universal Pictures.